# Naguleswaram-Tempel
Koordinaten: 9° 40′ 28″ N, 80° 1′ 46″ O

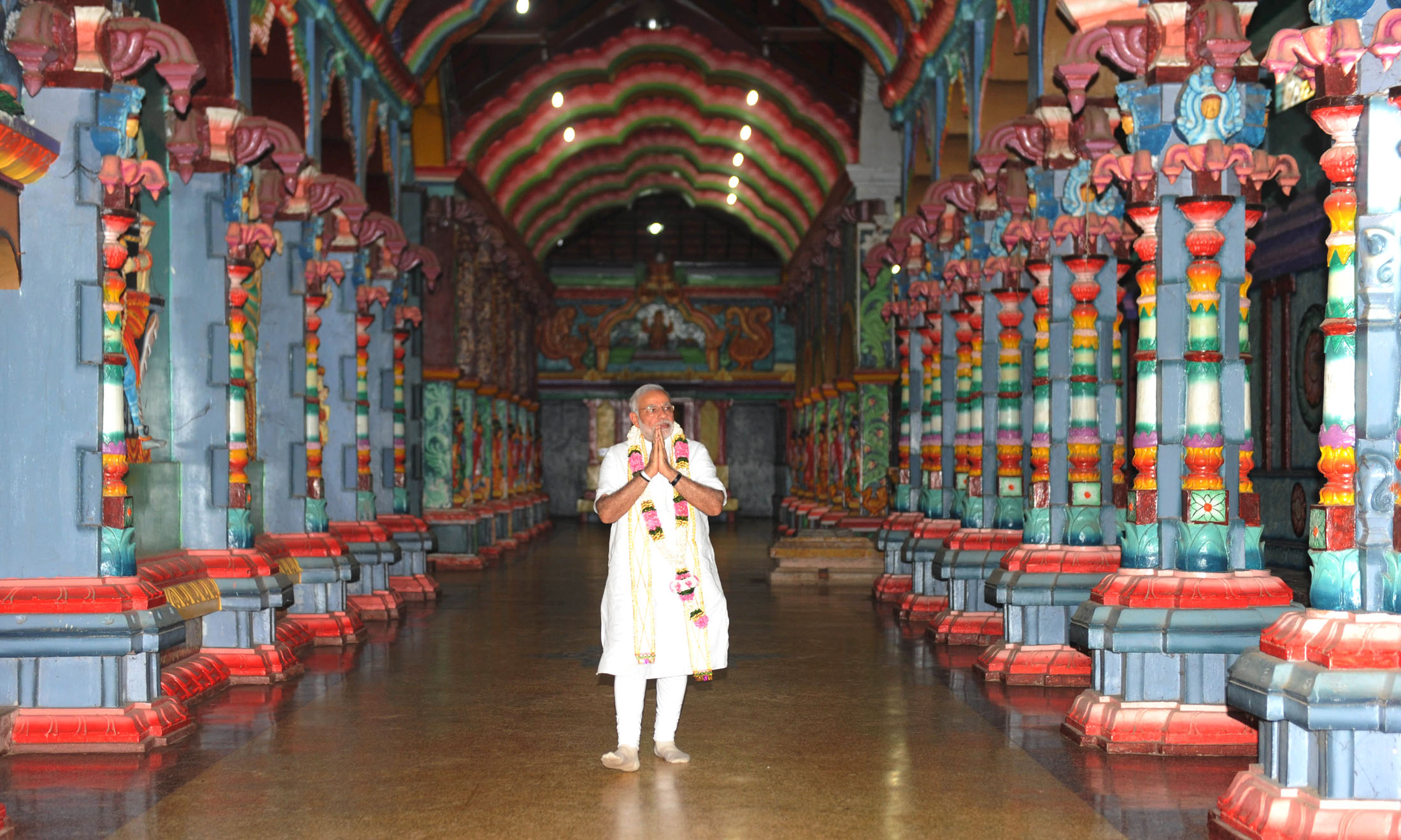
Narendra Modi beim Besuch des Naguleswaram-Tempel am 14. März 2015

Der Naguleswaram-Tempel (Tamil நகுலேச்சரம் கோயில்), auch Keerimalai Kovil genannt, ist ein hinduistischer Tempel, der sich in Jaffna im Norden von Sri Lanka befindet. Dieser Tempel gehört mit den Tondeswaram-, Koneswaram-, Thiruketheeshwaram- und Munneswaram-Tempeln zu den fünf antiken Shiva-Tempeln des Landes. Der Naguleswaram ist derzeit (Stand 22. April 2009) nicht zugänglich, da er sich unter der Kontrolle der Armee (Bürgerkrieg) befindet.